# World Calendar
World Calendar (z ang. "Kalendarz Światowy") – jedna z propozycji uproszczenia i ujednolicenia obowiązującego obecnie kalendarza gregoriańskiego, opracowana przez Amerykankę Elisabeth Achelis w roku 1930.

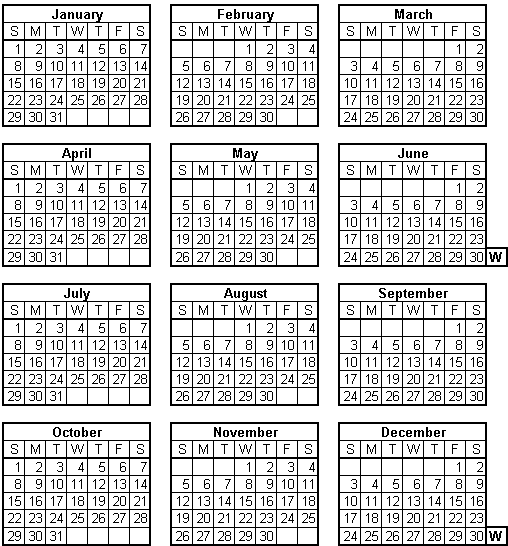
Proponowany podział roku w World Calendar; literami "W" oznaczono Worldsday i Leapyear Day.

Według tej propozycji rok składałby się z czterech identycznych 91-dniowych kwartałów, w których pierwsze miesiące (ich nazwy i kolejność nie uległyby zmianie) – styczeń, kwiecień, lipiec i październik – byłyby 31-dniowe, a pozostałe – 30-dniowe. W każdym z kwartałów pierwszy miesiąc zaczynałby się w niedzielę (ani długość tygodnia, ani nazwy dni tygodnia nie byłyby zmienione), drugi – w środę, a trzeci – w piątek.
Cztery 91-dniowe kwartały to tylko 364 dni, toteż dla wyrównania tej rachuby z długością roku słonecznego zaproponowano ostatni dzień roku, pomiędzy 30 grudnia a 1 stycznia, jako Worldsday ("Dzień Świata"), nienależący do żadnego miesiąca ani tygodnia, a w latach przestępnych – dodatkowy Leapyear Day ("Dzień Roku Przestępnego") pomiędzy 30 czerwca a 1 lipca, również niewliczany do rachuby miesięcy i tygodni. Te dodatkowe dwa dni miałyby być według założeń twórców kalendarza świąteczne, wolne od pracy.
Rachuba dni w kolejnych miesiącach według World Calendar pokrywałaby się zawsze – pomiędzy 1 września a 28 lutego – z rachubą kalendarza gregoriańskiego (licząc Worldsday za 31 grudnia).
Propozycja Elisabeth Achelis opiera się na koncepcji Marco Mastrofiniego, ogłoszonej już w roku 1834. W 1930 utworzono stowarzyszenie zwolenników zreformowania kalendarza zgodnie z propozycją E. Achelis – The World Calendar Association, Inc. Funkcjonowało ono do 1955, wydając kwartalnik "Journal of Calendar Reform". W 1955 stowarzyszenie przekształciło się w International World Calendar Association i do końca stulecia funkcjonowało pod kierownictwem różnych osób, w tym spadkobierczyni Achelis – Molly E. Kalkstein, która na początku XXI wieku spowodowała utworzenie jego oficjalnej strony internetowej. Od 2005 roku funkcjonowało pod nazwą The World Calendar Association – International, pod kierownictwem Wayne Edwarda Richardsona, zmarłego w 2020.